# الرصاص والذهب: عصابات الغرب المتوحش

## نبذه
الرصاص والذهب : عصابات الغرب المتوحش هي لعبة فيديو جماعية تم تطويرها بواسطة فاتشارك ونشرها واصدارها من قبل شركة بارادوكس إنتراكتيف في عام 2010 لمنصات الحاسب الألي التي تعمل بنظام ويندوز عبر منصة ستيم و لجهاز «بلايستيشن 3» عبر منصة «بلاي ستيشن نيتورك»

## الحبكة
تدور حبكة اللعبة في الغرب الأمريكي القديم , يقوم من خلالها فريقين متضادين (احمر و ازرق) بالهجوم على بعضهما في اطوار لعب متعددة مثل حماية الأهداف أو تدميرها أو جمع أكبر كم من النقود أو حماية النقود أو السيطرة على الأعلام .

## أسلوب اللعب
يختار اللاعب من أربع شخصيات متوفرة لكل منها خصائصه الفريدة هي :
1. الناسف («بلاستر») ولديه شوزن للمسافات القصيرة ومسدس ثانوي يتميز الشوزن بإحداث ضرر عالي من المسافة القصيرة كما ان الناسف لديه صحة اعلى من بقية الشخصيات كما ان لديه خاصية فريدة هي رمي القنابل .
2. النائب ولديه بندقية ليست اوتوماتيكية للمسافات المتوسطة ومسدس ثانوي , لدى النائب خاصية فريدة هي تحديد لاعبي الخصم ليتمكن بقية افراد الفريق من رؤية أماكنهم كما يحصل النائب على النقاط لكل عدو يقتل بعد ان قام بتحديد مكانه.
3. المفخخ («ترابر») هي الشخصية الأنثى الوحيدة باللعبة , لديها بندقية قنص دقيقة للمسافات البعيدة ومسدس ثانوي كما تتميز بخاصيتها الفريدة وهي نصب فخاخ على الأرض ليقع بها لاعبي الخصم وعندئذ ستعاق حركتهم لبعض الوقت وستتمكن من القضاء عليهم بسهولة كما انها تحصل على النقاط بمجرد وقوع لاعبي الخصم في الفخ.
4. حامل المسدس («قن سلنقر») ولديه مسدس دوار ولا يملك سلاح ثانوي يمتاز المسدس الدوار الخاص به بالدقة العالية والضرر المناسب نسبيا مع سرعة إعادة التلقيم العالية كما انه الشخصية الوحيدة التي إذا سقطت جريحة يمكنها استعمال سلاحها الرئيسي كما ان خاصيته الفريدة هي تحويل المسدس الدوار من شبه اوتوماتيكي إلى اوتوماتيكي لحين إعادة التلقيم كما يزداد الضرر عن استعمالها .

تنوع الشخصيات واختلاف خصائصها يجعل الفريق متناغم وسهولة تغيير الشخصيات بعد كل محاولة يجعل أسلوب اللعب في تغير دائم ومتفاعل لمعطيات الجولة. كما ان اللعبة توفر التواصل الكتابي لزملاء الفريق للتوجيه والمناقشة ولعامة الفريقين.

## تقاييم اللعبة
حصلت اللعبة على تقييمات متضاربة ومتوسطة في المجموع  كان أكثر ماميز اللعبة سعرها المنخفض و تصميم المراحل وبساطة اللعبة , واكثر ما اعابها التقطيع المتكرر ( اصدر تحديث عاجل ليحل هذه المشكلة )
| نتائج المراجعة نشرة نقاط حاسوب بلاي ستيشن 3 إدج 6/10 [ 4 ] غ/م يورو غيمر غ/م 6/10 [ 5 ] غيم برو غ/م [ 6 ] غيمزماستر غ/م 68% [ 7 ] غيم سبوت 7/10 [ 8 ] 7/10 [ 9 ] غيم زون 7.5/10 [ 10 ] غ/م آي جي إن 7/10 [ 11 ] 7/10 [ 11 ] بي سي فورمات 85% [ 12 ] غ/م بي سي غيمر (المملكة المتحدة) 83% [ 13 ] غ/م بي سي باور بلاي 3/10 [ 14 ] غ/م إيه. في. كلوب B [ 15 ] غ/م مجموع النقاط ميتاكريتيك 70/100 [ 16 ] 68/100 [ 17 ] |        |              |
| نتائج المراجعة |        |              |
| نشرة | نقاط   | نقاط         |
| نشرة | حاسوب  | بلاي ستيشن 3 |
| إدج | 6/10   | غ/م          |
| يورو غيمر | غ/م    | 6/10         |
| غيم برو | غ/م    | [ 6 ]        |
| غيمزماستر | غ/م    | 68%          |
| غيم سبوت | 7/10   | 7/10         |
| غيم زون | 7.5/10 | غ/م          |
| آي جي إن | 7/10   | 7/10         |
| بي سي فورمات | 85%    | غ/م          |
| بي سي غيمر (المملكة المتحدة) | 83%    | غ/م          |
| بي سي باور بلاي | 3/10   | غ/م          |
| إيه. في. كلوب | B      | غ/م          |
| مجموع النقاط |        |              |
| ميتاكريتيك | 70/100 | 68/100       |

## التطوير
تم الإعلان أول مرة عن اللعبة في أغسطس 2009 , وكان من المقرر إصدارها لكل من أجهزة الحاسب الألي التي تعمل بنظام ويندوز وأجهزة بلايستيشن 3 وإكس بوكس ولكن
تم الغاء نسخة الإكس بوكس بدون ذكر الأسباب .
تم تطوير اللعبة بواسطة محرك «ديزل» عندما صدرت اللعبة كانت تعاني من التقطيع المتكرر قامت فاتشارك بإصدار العديد من التحديثات العاجلة لحل المشكلة كما قامت بإصدار خريطة جديده من خلال هذه التحديثات و نمط لعب جديد وهو تدمير الأهداف .

## مطالبات اللاعبين المتكررة والمشاكل
طالب لاعبوا اللعبة خلال الأعوام فاتشارك وبارادوكس إنتراكتيف بجعل اللعبة مجانية اللعب كونها فقدت معظم جماهريتها وانه لا يوجد خوادم رسمية وجميع الخوادم الموجودة حاليا هي من تطوع اللاعبين
ولكن لطالما ردت فاتشارك بتمرير المطالبات للإدارة أو دراسة القرار ولكن لم يتم الرد عليهم بعدها , كما طالب اللاعبون أيضا بالمزيد من التحديثات والمحتوى أو جزء جديد , كما طالبوا أيضا بنظام حماية صارم من الغش . جميع المطالبات لم تتلقى أي جواب.